# شهرک سیدعلاءالدین حسین
شهرک سیدعلاءالدین حسین، روستایی از توابع بخش مرکزی شهرستان شیراز در استان فارس ایران است.

## جمعیت
این روستا در دهستان قره باغ قرار دارد و براساس سرشماری مرکز آمار ایران در سال ۱۳۸۵، جمعیت آن ۷۰۷ نفر (۱۸۴خانوار) بوده‌است.